# Contrat de bail en Suisse
En droit suisse, un bail est un contrat selon lequel une partie, appelée le bailleur, confère à une autre partie, appelée le preneur ou le locataire, le droit d'usage d'un bien immobilier, d'équipement ou d'installations pour un certain temps, moyennant le versement d'un loyer.

## Cadre légal
Le bail à loyer est régi par la partie spéciale du Code des obligations (articles 253 à 274) et l'Ordonnance sur le bail à loyer et le bail à ferme d'habitations et de locaux commerciaux (OBLF).
Dans les cantons concernés (Vaud, Genève, Fribourg, Neuchâtel, Jura et les régions francophones du Valais), il est complété par le Contrat-cadre romand de baux à loyer. Chacun de ces cantons peut également compléter ce contrat-cadre, à l'instar du canton de Vaud et son Contrat-cadre vaudois intitulé Règles et usages locatifs du Canton de Vaud (RULV).
En matière de décompte de chauffage et d'eau chaude, les habitations pourvues de compteur de chaleur et/ou de compteur d'eau ont comme référence le décompte individuel des frais de chauffage (DIFC) et le décompte individuel des frais d'eau chaude (DIFEC). Les habitations dont les frais de chauffage et d'eau chaude sont répartis par mètre carré ou mètre cube de la surface ou du volume des logements, le locataire peut exiger un décompte détaillé des frais de chauffage et de préparation d'eau chaude ainsi que de leur répartition entre les locataires, sur la base de l'article 8 de l'Ordonnance sur le bail à loyer et le bail à ferme d'habitations et de locaux commerciaux (OBLF).

## Obligations du bailleur
- Céder l’usage de la chose à temps
- Remettre  la chose dans un état approprié
- Entretenir la chose.
- Payer les charges et les impôts dû à la chose
- Assurer au(x) locataire(s) un usage tranquille et sûr de la chose.

Si le bailleur ne délivre pas la chose à temps, le locataire peut : 
- Demander l'exécution du contrat (forcer le bailleur à prendre rapidement les mesures nécessaires pour mettre la chose à disposition).
- Se départir du contrat

Si le bailleur ne délivre pas la chose dans un état approprié, le locataire peut : 
- Demander la réparation de la chose
- Une réduction du loyer
- La résiliation du contrat

En cas de faute de la part du Bailleur, le locataire peut, en plus
- Demander des dommages-intérêts

## Obligations du locataire
- Payer le loyer
- Maintenir la chose en état (entretien)
- Signaler sans délai les défauts au bailleur.
- Tolérer les visites du bailleur selon l'art. 257h du CO. Des règles existent et doivent être respectées (le délais est de 5 jours généralement, si une restitution anticipée est en cours, le délais est réduit à 24 heures)[7].

Si le locataire a un retard dans le paiement du loyer, le Bailleur peut
- Exiger le paiement du loyer un trimestre à l’avance au lieu d’un mois.
- Poursuivre son locataire.
- Réaliser le dépôt de garantie à la banque ou contracter une garantie de loyer sans dépôt auprès d'un organisme agréé par la FINMA (le montant est normalement équivalent à trois loyers).
- Résilier le bail et entamer la procédure d’expulsion. À condition d’avoir fixé par écrit un délai de paiement au locataire est l’avertir qu’à défaut du règlement du loyer, il sera expulsé.
- En cas d'expulsion, le bailleur est dans l'obligation d'envoyer un courrier recommandé à son locataire afin de l'en avertir. (Celui-ci portant comme objet : mise en demeure de paiement de loyer)

## Types de contrat de bail

### Bail à durée déterminée
Il s’agit d’un  contrat de bail dans lequel une date de fin de location de la chose.
Le contrat prend alors fin à la date convenue.

### Bail à durée indéterminée
Il s’agit d’un contrat de bail dans lequel il n’est pas convenu de dates de fin de location. Le contrat se renouvellera alors tacitement selon l'accord prévu par les parties ou, à défaut, selon l'art.266, let. a CO, et les suivants.
Pour résilier ce type de contrat, il faut envoyer la lettre de congé au moins trois mois avant l’échéance contractuelle (six pour les locaux commerciaux), parfois plus selon le contrat. La gérance ou le bailleur n'a pas le droit de réclamer des frais selon une décision du tribunal fédéral du 9 juin 2015.
Lorsque la chose est le logement familial, la lettre de congé doit être signée par les deux conjoints.
Le bailleur qui désire résilier le contrat de bail doit utiliser la formule officielle agréée par le canton.

## Cas de figure en droit de bail
- Si le locataire veut restituer l'objet loué avant l’échéance légale, il doit envoyer une lettre de résiliation au bailleur et il doit lui-même présenter un locataire de remplacement solvable et disposé à reprendre la location de la chose sans délais et aux mêmes conditions. Le bailleur ne peut pas facturer de frais administratifs pour résiliation anticipée[9],[10],[11]. Si le contrat de bail est conclu par plusieurs personnes, la lettre de déclarant l'intention de restituer l'objet loué doit être signée par tous les cosignataires du bail (couple marié, concubin, partenaire enregistré, colocataire, art. 266m Code des obligations). En cas de résiliation de bail, le bailleur doit également informer séparément les cosignataires du bail (art. 266n Code des obligations). Un locataire est considéré comme solvable si son extrait des poursuites est vierge et que son salaire mensuel couvre trois fois le loyer mensuel du bien[2]

- S'il existe des motifs justifiés et pour faire pression sur le bailleur, le locataire a la possibilité de consigner le loyer auprès d'une banque. Il devra tout d'abord signifier par courrier recommandé son intention au bailleur en lui indiquant les motifs de son mécontentement. Le locataire se rendra ensuite dans un établissement financier ou il ouvrira un compte de consignation du loyer, établi au nom du bailleur, mais que seules les signatures conjointes du locataire et du bailleur peuvent débloquer. Il payera ensuite son loyer sur ce compte au lieu de le payer au bailleur. Les loyers ainsi consignés sont réputés payés. Il doit engager une procédure devant la commission paritaire de conciliation dans les 30 jours suivant la consignation du loyer, faute de quoi le bailleur serait en droit de demander la déconsignation du loyer. À noter que le locataire ne doit en aucun cas cesser de payer son loyer pour faire pression sur le bailleur, car il se mettrait en demeure et donnerait donc l’autorisation au bailleur de résilier le contrat pour non-paiement du loyer.

- Une augmentation de loyer doit être annoncée au moyen d'une formule officielle qui doit indiquer les motifs de la hausse. Elle ne peut être notifiée que pour l’échéance du contrat (sauf exceptions), doit parvenir au locataire au moins 10 jours avant le délai de résiliation et ne doit pas contenir des menaces de résiliation. Pour contester une hausse de loyer, le locataire doit s'adresser par écrit, dans un délai de 30 jours, à l'autorité de conciliation. La loi protège le locataire concerné contre la résiliation de son bail, mais le locataire doit toutefois impérativement continuer à verser le loyer, voire le consigner auprès du service désigné par l’autorité de conciliation[12].

- Un locataire peut demander une baisse de loyer pour le prochain terme de résiliation, en cas de baisse du taux hypothécaire de référence[13], de rendement abusif, ou de défaut de la chose louée par exemple (art 270a Code des obligations).

- Un locataire peut contester le loyer initial, quand il emménage, s’il a été contraint de conclure le bail par nécessité personnelle ou familiale ou en raison de la situation sur le marché local du logement et des locaux commerciaux ; ou si le bailleur a sensiblement augmenté le loyer initial pour la même chose par rapport au précédent loyer. Le locataire doit toutefois s'adresser dans un délai de 30 jours à l'autorité de conciliation qui suivent la réception de la chose (art. 270 Code des obligations)[14],[15].

- En cas du décès du locataire, le décès ne met pas un terme automatique au bail. Celui-ci « passe » aux héritiers qui en deviennent titulaires ensemble. Néanmoins, si les héritiers ne souhaitent pas conserver le bail, la loi prévoit dans ce cas un délai de résiliation spécial qui leur permet de le résilier pour la fin d'un trimestre avec un préavis de trois mois. Les héritiers peuvent bien évidemment aussi restituer l'objet loué de manière anticipée en proposant un candidat solvable de remplacement. La résiliation de bail, quelle qu'elle soit, doit être signée par tous les héritiers ou un représentant de ceux-ci, mais dûment autorisé[16].

- La table de longévité des installations[17] sert de base entre le locataire et le bailleur pour calculer la dépréciation consécutive à l'utilisation usuelle. Si par exemple une installation quelconque est déjà entièrement amortie d'après sa durée d'utilisation, le locataire n'a pas a payer sa remise en état, même si l'installation en question serait encore utilisable si elle n'avait pas été endommagée. Et si cette installation n'était que partiellement amortie, le locataire ne prendrait en charge son remplacement que proportionnellement à sa durée d'utilisation.

## Procédure juridique

### Autorité de conciliation
En cas de conflit, le locataire ou le bailleur doit d'abord saisir l'autorité de conciliation avant le tribunal des baux ; cette saisine est un préalable contrairement au droit français, dans lequel la commission de conciliation n'a qu'un caractère consultatif.
Les autorités de conciliation sont chargées de mener les procédures de conciliation pour régler les litiges portant sur les questions locatives en trouvant un accord entre les parties. Elles remplissent également des mandats de conseil. Les locataires et les bailleurs y sont représentés paritairement sous la direction d'une personne indépendante. Il n'est pas perçu de frais judiciaires pour les litiges portant sur des baux à loyer ou à ferme d'habitations ou de locaux commerciaux ou des baux à ferme agricoles (art. 113 du Code de procédure civile), sauf si l'une des parties a procédé de façon téméraire ou de mauvaise foi (art. 115 du Code de procédure civile).

### Tribunal des baux
Lorsque les parties n'ont pu trouver un accord à l'autorité de conciliation, les parties peuvent saisir la Chambre de conciliation.

## Organisation de locataire, propriétaire, gérance
Il y a différentes organisations qui défendent les intérêts des locataires, propriétaires, gérances en matière de contrat de bail
L'Association suisse des locataires (ASLOCA) est la principale association qui défend les intérêts des locataires ;
- La Fédération romande immobilière (FRI) est la principale fédération qui défend les intérêts des propriétaires ;
- L'Union suisse des professionnels de l'immobilier (USPI) est la principale organisation qui défend les intérêts des gérances et courtiers d'immeuble.

### Bases légales
- Code des obligations (CO) du 30 mars 1911 (état le 30 avril 2020), RS 220.